# کاتویپ
کاتویپ (به پرتغالی: Catuípe) یک منطقهٔ مسکونی در برزیل است که در ریو گرانده جنوبی واقع شده‌است. کاتویپ ۵۸۳٫۲۶ کیلومتر مربع مساحت و ۸٬۷۰۱ نفر جمعیت دارد.